# Sztrelna
Sztrelna (oroszul: Стрельна) a szomszédos Petrodvorec városhoz, közigazgatásilag azzal együtt Szentpétervár Petrodvoreci kerületéhez tartozó, korábban önálló település Oroszország európai részén, Szentpétervár központjától délnyugatra. A Finn-öböl déli partján, a Sztrelna-folyó torkolata mellett fekszik.
Lakossága 12 750 fő (2002). Lakóinak egy része Szentpétervárra jár be dolgozni, mellyel villamosjárat köti össze. Az Állami Tengerészeti Akadémia egyik tanulmányi részlege és a védelmi minisztériumhoz tartozó több intézmény működik itt. A gazdasági életben komoly előrelépést jelentett, hogy a településen mosógépgyárat létesített egy európai hírű svéd vállalat és 2007-ben elkezdődött az egyik nagy német vállalatcsoport hűtőgépgyárának építése is.
Sztrelna kedvelt nyaralóhely, területén a 19. században a cári udvarhoz közeli főurak palotái álltak. Legfőbb nevezetessége a Konsztantyin palota, a cári család egykori rezidenciája, mely a 21. század elején új szerepben, Kongresszusi Központ néven kelt életre. A palota épületegyüttesét Szentpétervár és környéke más műemlékeivel együtt 1990-ben felvették az UNESCO világörökség listájára.

## Történeti áttekintés

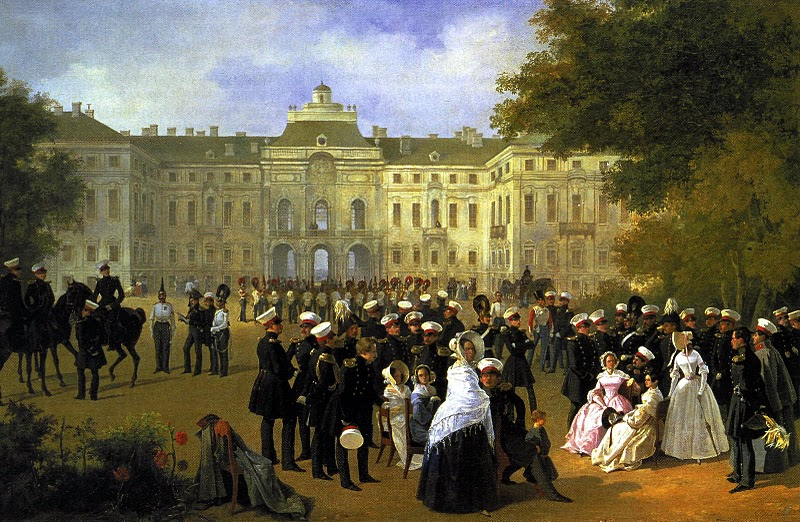
Leib Guard reception at the Constantine Palace. A 19th-century painting.

A 17. század közepén a terület Ingermanland tábornok-kormányzójának birtoka volt. Miután Ingermanlandot a 18. század elején Oroszország meghódította, 1710 körül itt építették fel fából I. Péter nyári kastélyát, melyben alkalmanként megpihent. Később a kastélyt és parkját Bartolomeo Rastrelli tervei szerint átépítették. A második  világháború idején elpusztult, de utána helyreállítoták és óvodának használták, 1987 óta a petrodvoreci múzeumhoz tartozik. 1720-ban rakták le alapjait kőből a reprezentatív, nagy palotának, ám a cári rezidencia végül nem itt, hanem a szomszédos Petrodvorecben épült ki. A 20. század elejéig az itteni palota és környéke a cári család birtokában maradt.
1857-ben megépült a vasút és az állomás épülete, Sztrelna fokozatosan a szentpétervári előkelőségek divatos nyaralóhelye lett. Az 1930-as évek szovjet ipartelepítései során a település laktanyájának épületében nagy fémfeldolgozó gyárat, mellette munkás lakótelepet létesítettek. A második  világháború idején a német csapatok Sztrelnát is megszállták, ütegeikkel innen lőtték a körülzárt Leningrádot. A harcokban a településsel együtt a palotákat is súlyos károk érték, de azokat csak jóval a háború után, akkor is csak részben állították helyre.

## A Konsztantyin palota
A Finn-öböl partján álló palota építését 1720-ban, Nicolo Michetti tervei szerint kezdték el, de I. Péter halála miatt nem teljesen fejezték be. I. Erzsébet cárnő uralkodása alatt, az 1740-es években Bartolomeo Rastrelli tervei alapján átépítették, homlokzatát barokk díszítéssel látták el. A fénykor 1797-ben kezdődött, miután I. Pál cár a palotát másodszülött fiának, Konsztantyin Pavlovics nagyhercegnek adományozta. Néhány évvel később, 1803-ban ugyan a palotát tűzvész pusztította, de utána gyorsan helyreállították. 1847-től I. Miklós cár fia, Konsztantyin Nyikolajevics nyári rezidenciája lett, az 1850 körüli években felújították. A kb. 45 hektáros park első telepítése és kiképzése Jean-Baptiste Alexandre Le Blond és Nicolo Michetti neveihez fűződik. A központi palotaépülettől keskeny, hosszú csatorna vezet a tenger felé; partjára eredetileg szökőkutakat terveztek, ez a terv végül nem itt, hanem Petrodvorecben valósult meg.
Az 1917-es bolsevik forradalom és az államosítás után a palota enyészetnek indult, kincseit több múzeum között osztották szét, az 1930-as években falai között ifjúsági munkáskolóniát rendeztek be. A II. világháború az épületegyüttesben nagy pusztítást vitt végbe, a központi épületből szinte csak romhalmaz maradt. Később helyreállított részeiben 1991-ig tanintézet működött, azt követően lényegében üresen állt. Fordulat csak 10 évvel később következett, amikor Szentpétervár fennállásának 300. évfordulójára készülődve megkezdték a palota és parkjának helyreállítását.

### Események 2001 után

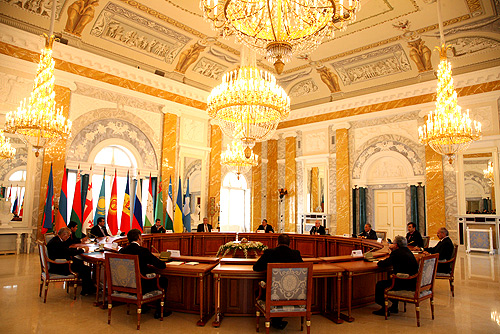
Recreated neoclassical interiors housed the CIS Summit, June 2008

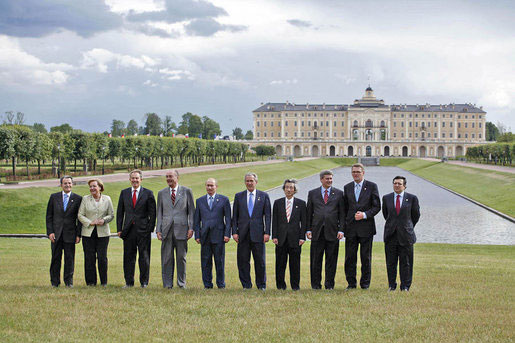
A G-8 csúcstalálkozó résztvevői, mögöttük a Konsztantyin palota

2001-ben az épületegyüttest és parkját Putyin elnök hivatalának rendelkezésére bocsátották. Régi tervrajzok, leírások alapján tulajdonképpen újra elkészítették a homlokzatokat és a belső tereket, a parkban olyan szökőkutakat és hidakat is megépítettek, melyek eredetileg csak tervrajzokon szerepeltek. A közeli öbölparton 20 kisebb épületet emeltek, ez lett a „konzuli falu”, az egykori lovardában az adminisztrációs részleg kapott helyet, a vendégek fogadását pedig az orosz népi építészet stílusát utánzó luxusszálló biztosítja. A 300. évfordulóra, 2003-ra elkészült Oroszország elnökének tengerparti rezidenciája, hivatalos nevén a Kongresszusi Központ. Itt rendezték meg a nyolc vezető gazdasági hatalom, az ún. G-8-ak vezetőinek csúcskonferenciáját is 2006-ban.
Az épületegyüttes belső tereinek művészi kiképzésével egyidőben több kiállítást is nyitottak. 2007-ben elhatározták, hogy itt helyezik el Msztyiszlav Rosztropovics és felesége, Galina Visnyevszkaja értékes műtárgyakból álló gyűjteményét. A közel 500 műtárgyból álló kiállítást 2008. május 12-én Vlagyimir Putyin – immár kormányfőként – nyitotta meg, akinek ebben a minőségében első Moszkván kívüli útja ide vezetett.